# Cmentarz żydowski w Niemirowie
Cmentarz żydowski w Niemirowie – kirkut został założony w XIX wieku, zajmuje obszar 0,5 ha. Mieści się kilkadziesiąt metrów za nekropolią katolicką - przy dawnej szosie do Wołczyna z prawej strony szosy, nad Bugiem. Obecnie brak po nim materialnego śladu. Został zlikwidowany po 1945, prawdopodobnie ze względu na bardzo bliską granicę z Białorusią. Macewy zostały usunięte, a na terenie kirkutu posadzono drzewa.